# Englewood (Tennessee)
Englewood é uma cidade  localizada no estado norte-americano de Tennessee, no Condado de McMinn.

## Demografia
Segundo o censo norte-americano de 2000, a sua população era de 1590 habitantes.
Em 2006, foi estimada uma população de 1705, um aumento de 115 (7.2%).

## Geografia
De acordo com o United States Census Bureau tem uma área de 4,4 km², dos quais 4,4 km² cobertos por terra e 0,0 km² cobertos por água. Englewood localiza-se a aproximadamente 265 m acima do nível do mar.

## Localidades na vizinhança
O diagrama seguinte representa as localidades num raio de 20 km ao redor de Englewood.